# Viktor Tsjoekarin

Olympisch goud

Viktor Ivanovitsj Tsjoekarin (Russisch: Виктор Иванович Чукарин) (Marioepol, 9 november 1921 – Lvov, 25 augustus 1984) was een Oekraïens oud-turner. Hij won in zijn sportcarrière elf olympische medailles, waarmee hij anno augustus 2016 vijftiende staat op de lijst van succesvolste medaillewinnaars op de Olympische Zomerspelen ooit.

## Sportloopbaan

### Olympische Spelen
Tsjoekarin won op de Olympische Zomerspelen 1952 zes medailles, waarvan vier gouden. Op de Olympische Zomerspelen 1956 voegde hij daar vijf plakken aan toe, waarvan drie van goud. In '52 werd hij olympisch kampioen in de meerkamp voor landenteams, individueel allround, paardvoltige en paardsprong. Vier jaar later voegde hij daar olympische titels aan toe in wederom de landenmeerkamp en individueel allround alsmede op de brug.

### Wereldkampioenschap '54
Tsjoekarin pakte titels op de wereldkampioenschappen turnen in Rome 1954 op de onderdelen brug, landenmeerkamp en individueel allround

## Leven
Tsjoekarin won al zijn prijzen onder de vlag van de Sovjet-Unie. Hij was dertig jaar oud toen zijn vaderland in '52 voor het eerst mocht meedoen aan de Olympische Spelen. Tsjoekarin overleefde daarvoor de Tweede Wereldoorlog als krijgsgevangene. Nadat Tsjoekarin stopte met turnen, werd hij hoofd van de gymnastiek-afdeling op het Instituut voor Lichamelijke Oefening van Lvov in Oekraïne.
1900: Gustave Sandras ·
1904: Julius Lenhart ·
1908: Alberto Braglia ·
1912: Alberto Braglia ·
1920: Giorgio Zampori ·
1924: Leon Štukelj ·
1928: Georges Miez ·
1932: Romeo Neri ·
1936: Alfred Schwarzmann ·
1948: Veikko Huhtanen ·
1952: Viktor Tsjoekarin ·
1956: Viktor Tsjoekarin ·
1960: Boris Sjachlin ·
1964: Yukio Endo ·
1968: Sawao Kato ·
1972: Sawao Kato ·
1976: Nikolaj Andrianov ·
1980: Aleksandr Ditjatin ·
1984: Koji Gushiken ·
1988: Vladimir Artemov ·
1992: Vitali Tsjerbo ·
1996: Li Xiaoshuang ·
2000: Aleksej Nemov ·
2004: Paul Hamm ·
2008: Yang Wei ·
2012: Kōhei Uchimura ·
2016: Kōhei Uchimura ·
2020: Daiki Hashimoto ·
2024: Shinnosuke Oka
1896: Louis Zutter ·
1904: Anton Heida ·
1924: Josef Wilhelm ·
1928: Hermann Hänggi ·
1932: István Pelle ·
1936: Konrad Frey ·
1948: Paavo Aaltonen, Veikko Huhtanen, Heikki Savolainen ·
1952: Viktor Tsjoekarin ·
1956: Boris Sjachlin ·
1960: Eugen Ekman, Boris Sjachlin ·
1964: Miroslav Cerar ·
1968: Miroslav Cerar ·
1972: Viktor Klimenko ·
1976: Zoltán Magyar ·
1980: Zoltán Magyar ·
1984: Li Ning, Peter Vidmar ·
1988: Dmitri Bilozertsjev, Zsolt Borkai, Ljoebomir Geraskov ·
1992: Pae Gil-su, Vitali Tsjerbo ·
1996: Donghua Li ·
2000: Marius Urzică ·
2004: Teng Haibin ·
2008: Xiao Qin · 
2012: Krisztián Berki · 
2016: Max Whitlock · 
2020: Max Whitlock · 
2024: Rhys McClenaghan
1896: Carl Schuhmann ·
1904: Anton Heida, George Eyser ·
1924: Frank Kriz ·
1928: Eugen Mack ·
1932: Savino Guglielmetti ·
1936: Alfred Schwarzmann ·
1948: Paavo Aaltonen ·
1952: Viktor Tsjoekarin ·
1956: Helmut Bantz, Valentin Moeratov ·
1960: Takashi Ono, Boris Sjachlin ·
1964: Haruhiro Yamashita ·
1968: Mikhail Voronin ·
1972: Klaus Köste ·
1976: Nikolaj Andrianov ·
1980: Nikolaj Andrianov ·
1984: Lou Yun ·
1988: Lou Yun ·
1992: Vitali Tsjerbo ·
1996: Aleksej Nemov ·
2000: Gervasio Deferr ·
2004: Gervasio Deferr ·
2008: Leszek Blanik ·
2012: Yang Hak-seon ·
2016: Ri Se-gwang ·
2020: Shin Jea-hwan ·
2024: Carlos Yulo
1896: Alfred Flatow ·
1904: George Eyser ·
1924: August Güttinger ·
1928: Ladislav Vácha ·
1932: Romeo Neri ·
1936: Konrad Frey ·
1948: Michael Reusch ·
1952: Hans Eugster ·
1956: Viktor Tsjoekarin ·
1960: Boris Sjachlin ·
1964: Yukio Endo ·
1968: Akinori Nakayama ·
1972: Sawao Kato ·
1976: Sawao Kato ·
1980: Aleksandr Tkatsjov ·
1984: Bart Conner ·
1988: Vladimir Artemov ·
1992: Vitali Tsjerbo ·
1996: Roestam Sjaripov ·
2000: Li Xiaopeng ·
2004: Valeri Gontsjarov ·
2008: Li Xiaopeng · 
2012: Feng Zhe · 
2016: Oleg Vernjajev · 
2020: Zou Jingyuan · 
2024: Zou Jingyuan
1904: Grieb, Hess, Heida, Kassell, Lenhart, Reckeweg ·
1908: Åsbrink, Bertilsson, Cedercrona, Cervin, Degermark, Folcker, Forssman, Granfelt, Hårleman, Hellsten, Höjer, Holmberg, Holmberg, Holmberg, Jahnke, Jarlén, Johnsson, Johnsson, von Kantzow, Landberg, Lanner, Ljung, Moberg, Norberg, Norberg, Norberg, Norling, Norling, Olson, Peterson, Rosén, Rosenquist, Sjöblom, Sörvik, Sörvik, Svensson, Vingqvist, Widforss ·
1912: Bianchi, Boni, Braglia, Domenichelli, Fregosi, Gollini, Loi, Maiocco, Mangiante, Mangiante, Mazzarocchi, Romano, Salvi, Savorini, Tunesi, Zampori, Zanolini, Zorzi ·
1920: Andreoli, Bellotto, Bianchi, Bonatti, Cambiaso, Contessi, Costigliolo, Costigliolo, Domenichelli, Ferrari, Fregosi, Ghiglione, Levati, Loi, Lucchetti, Maiocco, Mandrini, Mangiante, Marovelli, Mastromarino, Paris, Pastorini, Roselli, Salvi, Tubino, Zampori, Zorzi ·
1924: Cambiaso, Lertora, Lucchetti, Maiocco, Mandrini, Martino, Paris, Zampori ·
1928: Grieder, Güttinger, Hänggi, Mack, Miez, Pfister, Steinemann, Wezel ·
1932: Capuzzo, Guglielmetti, Lertora, Neri, Tognini ·
1936: Beckert, Frey, Schwarzmann, Stadel, Stangl, Steffens, Volz, Winter ·
1948: Aaltonen, Huhtanen, Laitinen, Rove, Saarvala, Salmi, Savolainen, Teräsvirta ·
1952: Beljakov, Berdijev, Korolkov, Leonkin, Moeratov, Perelman, Sjaginjan, Tsjoekarin ·
1956: Azarjan, Moeratov, Sjachlin, Stolbov, Titov, Tsjoekarin ·
1960: Aihara, Endo, Mitsukuri, Ono, Takemoto, Tsurumi ·
1964: Endo, Hayata, Mitsukuri, Ono, Tsurumi, Yamashita ·
1968: Endo, S. Kato, T. Kato, Kenmotsu, Nakayama, Tsukahara ·
1972: Kasamatsu, Kato, Kenmotsu, Nakayama, Okamura, Tsukahara ·
1976: Fujimoto, Igarashi, Kajiyama, Kato, Kenmotsu, Tsukahara ·
1980: Andrianov, Azarjan, Ditjatin, Makoets, Markelov, Tkatsjov ·
1984: Conner, Daggett, Gaylord, Hartung, Johnson, Vidmar ·
1988: Artemov, Bilozertsjev, Gogoladze, Charkow, Ljoekin, Novikov ·
1992: Belenki, Korobtsjinski, Misjoetin, Sjaripov, Tsjerbo, Voropajev ·
1996: Sergei Charkow, Krjoekov, Nemov, Podgorny, Troesj, Vasilenko, Voropajev ·
2000: Huang, Li, Xiao, Xing, Yang, Zheng ·
2004: Kashima, Mizutori, Nakano, Tomita, Tsukahara, Yoneda ·
2008: Chen, Huang, Li, Xiao, Yang, Zou ·
2012: Chen, Feng, Guo, Zhang, Zou ·
2016: Katō, Shirai, Tanaka, Uchimura, Yamamuro ·
2020: Abljazin, Beljavskij, Dalalojan, Nagorny ·
2024: Hashimoto, Kaya, Oka, Sugino, Tanigawa
- Nationale Bibliotheek van Tsjechië: osa2017958076
- Virtual International Authority File: 1602150203814503250002